# Maxomys wattsi
Maxomys wattsi är en däggdjursart som beskrevs av Guy G. Musser 1991. Maxomys wattsi ingår i släktet taggråttor och familjen råttdjur. IUCN kategoriserar arten globalt som starkt hotad. Inga underarter finns listade i Catalogue of Life. Artepitet i det vetenskapliga namnet hedrar en doktor C. H. S. Watts.
Denna gnagare förekommer i en bergstrakt på östra Sulawesi. Den vistas i regioner mellan 1430 och 1830 meter över havet. Habitatet utgörs av bergsskogar.
Arten når en kroppslängd (huvud och bål) av 16,4 till 18,5 cm, en svanslängd av 12,5 till 15,4 cm och den har 3,5 till 3,8 cm långa bakfötter. Öronen är 2,0 till 2,5 cm stora. Fem exemplar vägde mellan 110 och 130 g. Den korta underullen och de upp till 2 cm långa täckhåren på ovansidan är gråa nära roten och ljusbruna vid spetsen. På ryggens topp är pälsen mörkare brun. Undersidan är täckt av gråa hår med silverfärgade eller vita spetsar. Övergången från ovansidans färg till undersidans färg är stegvis. Svansen är uppdelad i en brun ovansida och en vit undersida. Djuret har smala bakfötter som är utrustade med långa klor. Även vid framtassarna finns klor som är kortare.
Differenser mot andra släktmedlemmar finns i anordningen av trampdynorna på bakfoten samt i kraniets konstruktion.